# 사토 신지

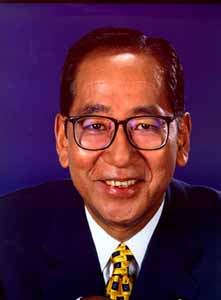

사토 신지(일본어: 佐藤 信二, 1932년 2월 8일~2016년 5월 3일)는 일본의 정치인이다. 자유민주당 소속 중의원 의원, 참의원 의원, 다케시타 내각 개조내각의 운수대신, 제2차 하시모토 내각의 통상산업대신을 지냈다. 제61·62·63대 일본 내각총리대신 사토 에이사쿠의 차남이다.

## 약력
야마구치현 출신으로, 게이오기주쿠 대학을 졸업하고, JFE 엔지니어링(JFEエンジニアリング) 에 들어갔다. 1974년 제10회 참의원 의원 통상 선거 전국구에서 첫 당선되었으며, 오키나와 개발청 정무차관을 맡았다. 1979년 제35회 중의원 의원 총선거에서 중의원 의원에 첫 당선되었다.
1994년 공직 선거법 개정 이후의 선거에서는, 1996년 제41회 중의원 의원 총선거에서 소선거구(야마구치 현 제2구) 에 출마해 당선되었으나, 2000년, 2003년의 중의원 선거에서는 민주당 후보에게 연패하였다. 2003년 총선거에서는 비례구 주고쿠 블록(比例区中国ブロック)으로 부활 당선되었다.
2005년 제44회 중의원 의원 총선거에는 출마하지 않고 정계를 은퇴했으며, 2008년 중화민국의 총통 천수이볜에게 일화의원간담회(日華議員懇談会)의 전 회장으로서 오랜 세월 동안 일본과 타이완의 우호에 기여한 공적에 의해 히라누마 다케오와 함께 대수경성훈장(大綬景星勲章) 을 수여받았다.
2009년 도쿄도 세타가야구에 위치한 사저에 보관하고 있던, 오키나와 반환에 있어 유사 시에는 미군이 오키나와에 핵병기를 비핵 삼원칙에 위반해 반입하는 것을 용인하는 사토 에이사쿠와 미국 대통령 리처드 닉슨의 비밀 합의서를 공개하였다.

## 가족
- 아버지: 사토 에이사쿠[A]
- 큰아버지: 기시 노부스케[B]